# تمرد الشيشان 1940-1944
كان تمرد الشيشان بين عامي 1940 و1944 تمردًا مستقلًا ضد السلطات السوفياتية في جمهورية الشيشان–الإنغوش الاشتراكية السوفياتية المستقلة ذاتيًا. بدأ التمرد في أوائل عام 1940 تحت قيادة حسن إسرائيلوف، وبلغ ذروته عام 1942 إبان الاجتياح الألماني لشمال القوقاز، وانتهى في بداية عام 1944 تزامنًا مع الاعتقال والترحيل الشاملين لشعب الناخ (الشيشان والإنغوش) من أراضيه الأصلية، بالإضافة إلى ترحيله من أماكن أخرى داخل الاتحاد السوفياتي، ما أدى إلى مقتل 144 ألف مدني على الأقل. على أي حال، استمرت المقاومة المتفرقة في الجبال لأعوام.

## البداية
في يناير عام 1940، وجراء فشل السوفيات في حرب الشتاء ضد فنلندا، تحمّس المفكر الشيشاني والشيوعي السابق حسن إسرائيلوف، إلى جانب شقيقه حسين، لتأسيس قاعدة لحرب العصابات في جبال جنوب شرق الشيشان، فعملا على تنظيم حركة العصابات غير الموحدة للتحضير من أجل تمردٍ مسلحٍ ضد السوفيات. بحلول أوائل شهر فبراير عام 1940، استولى متمردو إسرائيلوف على عددٍ من القرى المحصنة (تُدعى أول) في مديرية شاتويسكي. تأسست حكومة المتمردين في قرية غالانتشودجسكي، موطن إسرائيلوف الأصلي. ثم دمر المتمردون المفارز الانتقامية التابعة للمفوضية الشعبية للشؤون الداخلية (إن كا في دي) التي أُرسلت لقمعهم، فاستولوا على الأسلحة الحديثة التي كانت بحوزتهم.

وصف إسرائيلوف الوضع متحدثًا عن سبب خوضهم للمعارك عدة مرات:
«قررت أن أصبح قائد حرب تحرير شعبي. أدرك أنه من الصعب كسب حريتنا من طوق الإمبريالية الشيوعية الغليظ، ولا يقتصر الأمر على جمهورية الشيشان–الإنغوش، بل حرية كافة شعوب القوقاز. لكن ثقتنا المتقدة بالحرية وإيماننا بدعم شعوب القوقاز المحبة للحرية وكامل شعوب العالم يحثاني على أداء هذا الأمر، قد ترى حجتي في غير محلها أو عديمة الجدوى، لكني متيقن أنها الخطوة التاريخية الوحيدة الصحيحة. يثبت الفنلنديون الأشاوس اليوم أن إمبراطورية الاستعباد الكبرى ضعيفة ضد الشعوب العاشقة للحرية، حتى لو كانت تلك الشعوب قليلة العدد. في القوقاز، ستعثر على فنلندا الثانية، وعلى خطانا ستسير باقي الشعوب المضطهدة».

«منذ 20 سنة وحتى اليوم، حاربت السلطات السوفياتية شعبي، وسعت إلى تدميره فئة وراء فئة، بدءًا من الكولاك ثم الملا والقوميين البرجوازيين أخيرًا. أنا متأكدٌ اليوم أن الهدف الحقيقي لهذه الحرب هو إبادة أمتنا بالكامل. لهذا السبب، قررت استلام قيادة شعبي خلال صراعه في سبيل التحرير».
بعد الاجتياح الألماني للاتحاد السوفياتي في يونيو عام 1941، عقد الشقيقان 41 اجتماعًا مختلفًا في صيف عام 1941 لتجنيد الأنصار المحليين ضمن ما عُرف بـ«الحكومة الثورية الشعبية المؤقتة للشيشان الإنغوش»، وبحلول نهاية منتصف الصيف من ذاك العام، جنّد إسرائيلوف 5 آلاف فرد من المغاوير (غاريلا)، بينما نُظّم ما لا يقلّ عن 25 ألف موالٍ للقضية ضمن 5 فصائل عسكرية شملت مناطق مثل غروزني وغوديرميس ومالغوبك. في بعض المناطق، انخرط نحو 80% من الرجال في العصيان المسلح. عُرف الاتحاد السوفياتي باستخدامه تكتيكات القصف البساطي ضد الثوار، ما أدى إلى خسارات في أرواح المدنيين بشكل رئيس. استهدفت الغارات الجوية السوفياتية الكبرى قرى جبال الشيشان–الإنغوش مرتين في ربيع عام 1942، ما أدى إلى تدمير تلك القرى المحصنة بشكل كامل وقتل معظم قاطنيها، ويشمل ضحايا القصف عددًا كبيرًا من الشيوخ والأطفال.
بحلول الثامن والعشرين من يناير عام 1942، قرر إسرائيلوف توسيع رقعة الانتفاضة من الشيشان والإنغوش لتصل إلى 11 منطقة تقطنها مجموعات إثنية أخرى في القوقاز، وذلك عبر تشكيل حزب الأشقاء القوقازيين الخاص، سعيًا إلى خوض صراع مسلح ضد وحشية البلاشفة واستبداد القيصرية الروسية.